# Quincy Jones
Quincy Delight Jones (født 14. marts 1933, død 3. november 2024) var en amerikansk musikproducer, dirigent, musikalsk arrangør og filmkomponist. I løbet af sine fem årtier i underholdningsindustrien opnåede Quincy Jones 79 Grammy Award nomineringer og 27 Grammys og ikke mindst en Grammy Legend Award i 1991.
Jones er bl.a kendt som producent af Michael Jacksons album Off the Wall, Thriller og Bad, og som producent samt leder af velgørenhedssangen "We Are the World" (1985). Quincy Jones er også kendt for sin populære sang "Soul Bossa Nova" fra 1962, der bl.a. er benyttet i filmene Pantelåneren og Mig og moneterne.